# Sharks FC
El Sharks FC fue un equipo de fútbol de Nigeria que militó en la Liga Premier de Nigeria, la liga de fútbol más importante del país.

## Historia
Fue fundado en el año 1972 en la ciudad de Port Harcourt y lograron el ascenso a la máxima categoría en la temporada 1986, en la cual descendieron en su año de debut.
Su mayor logro fue a nivel internacional, ya que ganaron el Campeonato de Clubes de la WAFU en el año 2010, así como heber jugado 3 finales de la Copa de Nigeria. Nunca ganaron la Liga Premier de Nigeria.
Al terminar la temporada 2015 el club se fusiona junto al Dolphins para crear al Rivers United FC con el fin de tener a un equipo competitivo que represente a la ciudad de Port Harcourt en fútbol profesional.

## Palmarés
- Campeonato de Clubes de la WAFU: 1

2010
- Copa de Nigeria: 0
  - Finalista: 3

1979, 2003, 2009

## Jugadores

### Jugadores destacados
| - Alhassane Dosso - Tosin Daniel - Sari Abacha - George Abbey - Jonah Abutu - Echendu Adiele - Murphy Akanji - Uche Akubuike - Adokiye Amiesimaka - Minabo Asechemie - Izu Azuka - George Datoru - Jossy Dombraye - Edwin Eziyodawe - Iyenemi Furo - Finidi George - Hamilton Green - Joshua Izuchukwu - Blessing Kaku - Dennis Kpamor Yughur - Fahad Musa Abubakar - Prince Nnake | - Emmanuel Nwachi - Benjamin Nzeakor - Ibezito Ogbonna - Darlington Omodiagbe - Rowland Orute - Juwon Oshaniwa - Richard Daddy Owobokiri - Martin Owolo - Sarafa Usman - Taribo West - Abdulrasaq Wuraola |